# Varga Mihály (politikus)
Varga Mihály (Karcag, 1965. január 26. –) magyar közgazdász, politikus. 1990-től 2025-ig (rövid megszakítással) a Fidesz országgyűlési képviselője. 1994–2003 között, valamint 2005-től 2013-ig a Fidesz egyik alelnöke. 1998–2001 között a Pénzügyminisztérium politikai államtitkára, majd 2002-ig pénzügyminiszter. A második Orbán-kormányban 2010 és 2012 között a Miniszterelnökséget vezető államtitkár, majd az egyes nemzetközi pénzügyi szervezetekkel való kapcsolattartásért felelős tárca nélküli miniszter, majd 2013 márciusától 2018-ig nemzetgazdasági miniszter, 2018–2024 között pénzügyminiszter, 2018–2022 között miniszterelnök-helyettes. 2017 márciusától a Nemzeti Versenyképességi Tanács tagja. 2025 márciusától a Magyar Nemzeti Bank elnöke. A 2025-ös Befolyás-barométer szerint ő Magyarország 6. legbefolyásosabb személye.

## Pályafutása

### Pénzügyi tevékenysége
1989-ben a Budapesti Közgazdaságtudományi Egyetem áruforgalmi szakán szerzett diplomát. Ezután a budapesti 43. számú Állami Építőipari Vállalat gazdasági revizora, majd 1990-ben a szolnoki Kelet-Magyarországi Vízügyi Tervező Vállalat közgazdasági munkatársa lett. 1995 és 1997 között a szolnoki Kereskedelmi és Gazdasági Főiskola oktatója volt. A Szolnoki Gazdasági Főiskola címzetes főiskolai tanára.

### Politikai pályafutása
1988 decemberében lett a Fidesz tagja, melynek Jász-Nagykun-Szolnok megyei csoportjának alapítója volt. 1990-től a párt Országos Tanácsának tagja, 1992 és 1993 között elnöke. 1993 és 1995 között a párt Jász-Nagykun-Szolnok megyei szervezetének elnöke, 1994 és 2003 között országos alelnöke, és gazdasági kabinetjének vezetője. A párt reformja óta a karcagi választókerület elnöke.
1990-ben került be először az Országgyűlésbe. 1998 és 2014 között Jász-Nagykun-Szolnok megye 8-as számú választókerületének képviselője. 1995 és 1997 között az adós- és bankkonszolidációt vizsgáló parlamenti bizottság elnöke volt. 2002 óta a költségvetési és pénzügyi bizottság elnöke. 1995 és 1998 között, valamint 2002 és 2010 között frakcióvezető-helyettes.
1998-ban a Pénzügyminisztérium politikai államtitkárává nevezték ki. 2001-ben Járai Zsigmond addigi pénzügyminisztert a Magyar Nemzeti Bank elnökévé nevezték ki, helyette Varga Mihály került Pénzügyminisztérium élére, mely tisztséget 2002-ig viselte. Részt vett a magyar gazdaságtörténetben először készült kétéves költségvetés (2001–2002) megalkotásában.
2005-ben újra megválasztották a párt alelnökévé Pelczné Gáll Ildikóval, Pokorni Zoltánnal és Schmitt Pállal együtt. Orbán Viktor pártelnök később megbízta a párt gazdasági konzultációján belül a Fidesz gazdasági programjának kidolgozásával.
A Fidesz 2007 májusában tartott kongresszusán újraválasztották a párt alelnökévé, a tisztséget 2013-ig töltötte be.
2010-től 2012-ig a második Orbán-kormány Miniszterelnökséget vezető államtitkára, majd 2013-ig az egyes nemzetközi pénzügyi szervezetekkel való kapcsolattartásért felelős tárca nélküli miniszter. 2014-2022 Budapest 4-es számú választókerületének polgárait képviselte a parlamentben.
2013 márciusától 2018-ig a második és a harmadik Orbán-kormány nemzetgazdasági minisztere. 2017 márciusától a Nemzeti Versenyképességi Tanács tagja. 2018-tól pénzügyminiszter, 2018–2022 között gazdaságért felelős miniszterelnök-helyettes, 2022-2024 végéig ismét pénzügyminiszter.
2024 novemberében Orbán Viktor bejelentette, hogy a 2025 márciusában leköszönő Matolcsy György helyére őt jelöli a Magyar Nemzeti Bank elnöki posztjára. 2025 március 3-án letette hivatali esküjét, és hivatalosan is átvette a jegybank vezetését.

### Civil tevékenysége
1997 óta a Magyar−Kazah Baráti Társaság alelnöke. 2000-ben a Johannita Lovagrend tagja lett. 2001-től 2011-ig a karcagi református egyházközség presbitere, a Rákóczi Szövetség tagja. 2003-tól 2015-ig a Nagykun Polgári Egyesület elnöke. A Magyar Atlétikai Club tagja. 2012-től 2025-ig a Joint Venture Szövetség, valamint a Magyar−Kazah Gazdasági Együttműködési Kormányközi Bizottság és a Magyar−Koreai Gazdasági Vegyes Bizottság társelnöke. 2013-tól 2025-ig a Szalay Annamária Média Alapítvány kuratóriumi elnöke.2021-től 2023-ig a Rudolf Kalman Egyetemért Alapítvány kuratóriumi elnöke. 2021-től 2025-ig a Polgári Művelődésért Alapítvány kuratóriumi elnöki posztját tölti be.

## Családja
Nős, felesége Sántha Szilvia vegyész. Gyermekeik: Vanda (1995), Sarolta (1997), Mihály (2001), Sámuel (2013).

## Díjai
- Karcag díszpolgára (2018)
- Gumiljov Eurázsiai Nemzeti Egyetem díszprofesszora (2021)[8]
- Jász-Nagykun-Szolnok vármegye díszpolgára (2022)

## Galéria

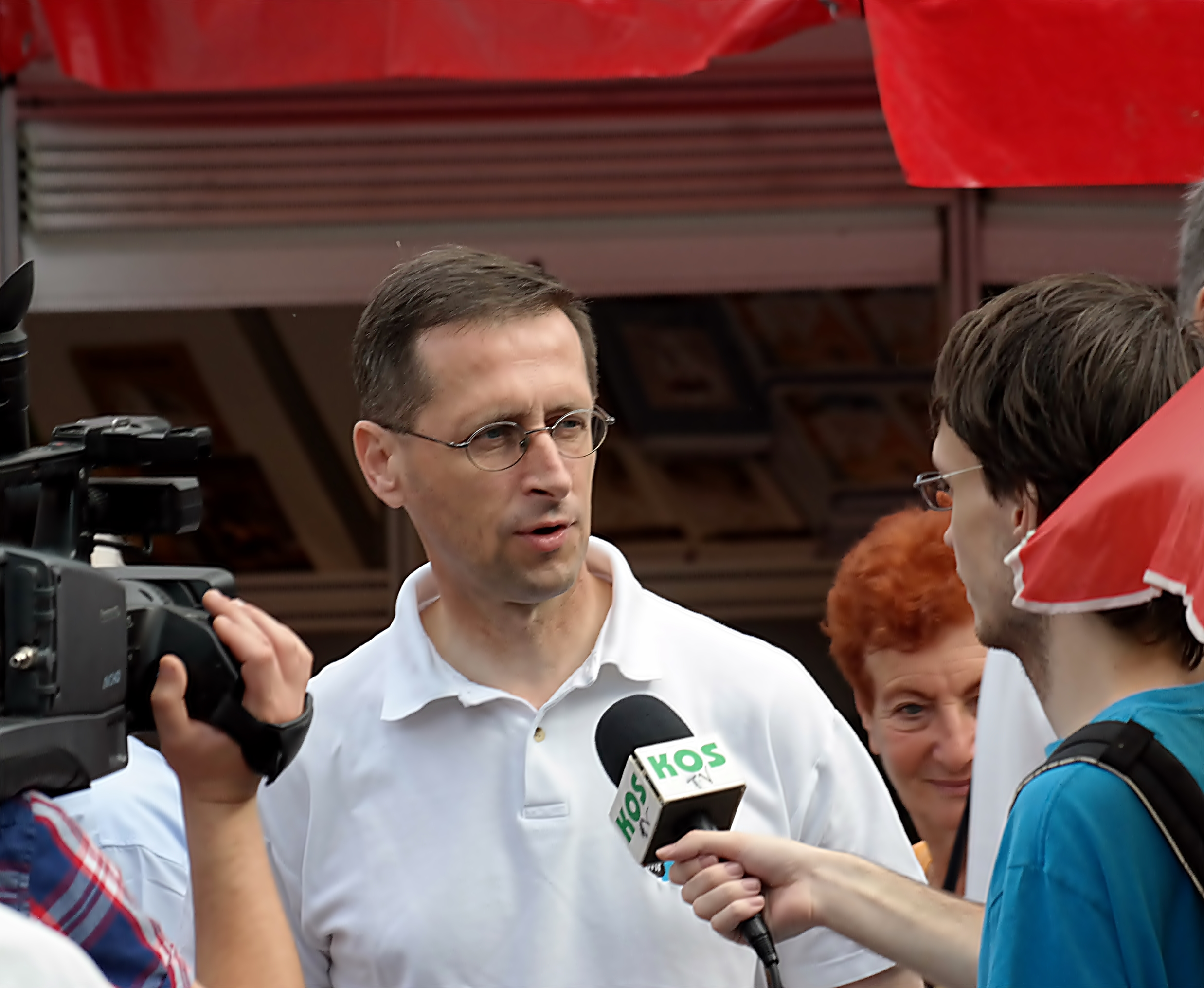
Interjú a könyvhéten (2014)
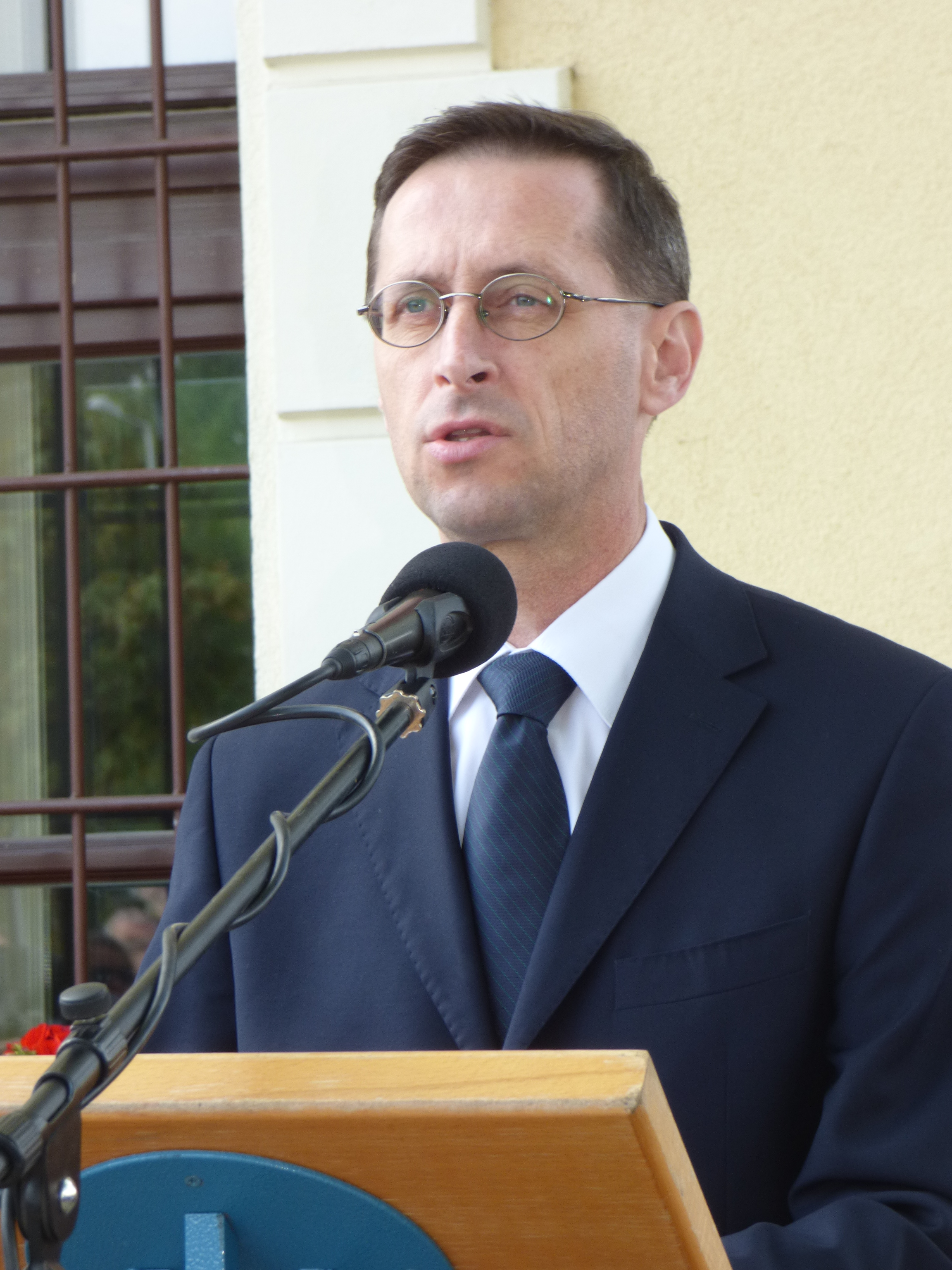
A solymári vasútállomáson létesített kitelepítési emléktábla avatásán
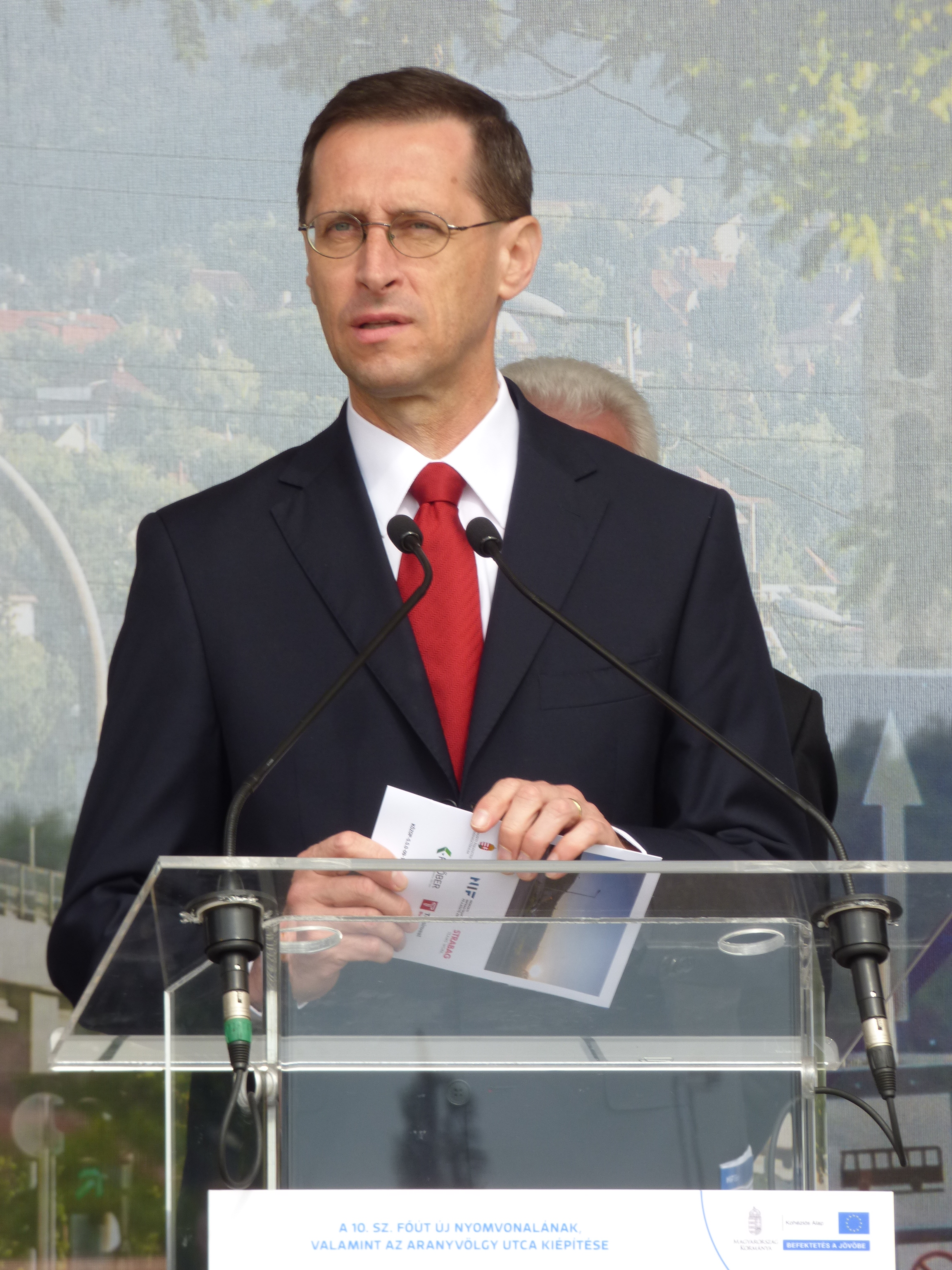
Az Óbuda vasútállomás mellett létesített Pomázi úti felüljáró ünnepélyes átadásán